# Rouben Mamoulian
Rouben Mamoulian (Tbilisi, Geòrgia, 8 d'octubre de 1897 - Los Angeles, 4 de desembre de 1987) fou un director de cinema i de teatre armeni-estatunidenc.

## Començaments
Nascut a Tbilisi, Geòrgia durant l'època de l'Imperi tsarista, Rouben (nascut en el si d'una família armènia) es va traslladar a Londres el 1922 per començar la seva carrera com a director i no va trigar ni un any a viatjar a Amèrica per continuar la seva carrera com a director de teatre i òpera. A Broadway, va coordinar produccions com Porgy de Dubos Heyward (1927). El 1929, va dirigir juntament amb George Gershwin l'obra Porgy and Bess.
El 1929, va iniciar la seva carrera com a director de cinema rodant Applause, una de les primeres pel·lícules sonores de la història, i una de les obres que van establir les bases del cinema musical modern. Des del principi, Mamoulian va sorprendre tothom amb el seu estil peculiar de fer cinema. De fet, va ser el primer que va aconseguir insonoritzar el so de la càmera perquè no es fiqués en el diàleg dels personatges.

## Els anys 30
Aquest mètode tan personal va fer que el 1931 realitzés una de les pel·lícules més representatives del cinema del terror de la dècada dels 30: El Dr. Jekyll i el Sr. Hyde. Per a molts, es tracta de la versió més complexa i aconseguida mai rodada sobre la celebèrrima novel·la de Robert Louis Stevenson, i l'única cinta del gènere fantàstic que ha estat guardonada amb un oscar al millor actor (Fredric March). La veritat és que la realització de Mamoulian en aquest film sobrepassa la simple posada en imatge de la novel·la, i aconsegueix dotar el film d'una atmosfera gens convencional, a més de l'excel·lent direcció d'actors. En definitiva, amb aquest títol Mamoulian s'enfila als primers llocs pel que fa a directors-estrella del Hollywood dels 30 (Al costat de Lubitsch, Cukor, Ford, Stevens o Wyler), hi ha aquests segueixen un bon grapat de pel·lícules en què el director treballarà amb la flor innata del firmament artístic del moment: "Els carrers de la ciutat" (1931) li dona l'oportunitat d'assentar les bases del gènere policíac al costat d'uns joveníssims però ja consagrats Gary Cooper i Sylvia Sidney, el musical Love Me Tonight (1932), li dona peu a magnificar el merescut èxit de les operetes romàntiques filmades amb la parella Jeanette MacDonald i Maurice Chevalier.
El 1933 roda un dels clàssics del cinema romàntic de tots els temps: l'èpica Queen Christina. En ella, la mítica actriu sueca Greta Garbo arriba a un veritable virtuosisme interpretatiu en la seva exploració de la soledat íntima del personatge, i dota de vida pròpia a una reina incompresa per la seva cort i afectada del desig de ser lliure sense deixar de ser fidel a si mateixa. Però les escenes més commovedores i recordades del film són les que la s'aparellen amb ell no menys mític John Gilbert, la seva amant durant anys a la vida real, amb el qual ja enlluernar en el cinema romàntic mut a "El dimoni i la carn" (1926, Clarence Brown). Tots dos donen regna solta a la passió dels seus respectius personatges, i escenifiquen a la perfecció l'experiència amorosa en unes poques escenes.
Malgrat tot això, Mamoulian no s'enlaira de cara a la crítica, i comença a ser un director menyspreat davant d'altres companys de generació. Després de dos experiències menys felices el 1933 ("El cantar dels càntics" amb Marlene Dietrich) i el 1934 ("Visquem avui", de nou amb Greta Garbo), en els següents anys va recollint èxits de taquilla realment rellevants com "Becky Sharp" ("La fira de la vanitat", 1935, cèlebre adaptació de la famosa novel·la de William Thackeray i una cinta llegendària per ser la primera rodada totalment en tecnicolor, on fa brillar l'actriu Miriam Hopkins en una de les interpretacions de la seva vida), el destacat western "L'alegre bandoler" el 1936, on revalida el seu mestratge per a la direcció d'actors, el benintencionat però envellit apropament al món de la boxa a "Somni daurat" el 1939, de la mà del prestigiós dramaturg Clifford Odets pel guió, etc.

## Els anys 40
El 1940 comença una segona època, en el seu moment no gaire considerada per crítica i públic però actualment molt revaloritzada: la seva excel·lent versió de l'obra de Blasco Ibáñez Sang i arena ("Blood and sand") (1941), on ofereix una brillant escenografia, direcció d'actors i pols narratiu que fan que superi en més d'un concepte la més popular però també feble versió que va fer la volta al món el 1922 protagonitzada per Rodolfo Valentino, i El signe de la guineu ("The Mark of Zorro") (1940), remake del tot inoblidable d'una obra mestra del cinema mut empedrats per Fred Niblo i Douglas Fairbanks el 1920, que obre la porta a la fama a un jove Tyrone Power notablement caracteritzat i fascinant enfrontat al gran Basil Rathbone en una d'aquestes escenes mítiques del cinema d'aventures de capa i espasa.
El 1944, Mamoulian se centrarà en el projecte de l'adaptació de Laura, que havia de ser la segona col·laboració amb l'actriu Gene Tierney després de la comèdia romàntica d'embolics Rings of her fingers, però se'n retira per diferències amb el productor i és Otto Preminger qui acaba convertint-la en obra mestra. Per desgràcia per Mamoulian, no seria l'únic film que no acabaria. Durant la resta de la dècada dels 40, es bolca en la direcció teatral amb obres musicals de gran èxit a Broadway com Oklahoma! (1943), Carousel (1945) i Lost in the Stars (1949).

## Els anys 50
Després del remake en clau musical d'una cèlebre obra teatral d'Eugene O'Neill portada a la pantalla en una famosa pel·lícula de 1932 (Estrany interludi de Robert Z. Leonard, amb Mickey Rooney i Clark Gable en els principals papers) que no obté massa repercussió a taquilla, el seu retrobament amb el setè art no arribaria fins al 1952 amb la direcció de The Wild Heart encara que el 1956 ressorgeix una mica amb un dels clàssics menors del cinema musical: un remake modernitzat del clàssic Ninotchka (1939, Ernst Lubistch) titulat Silk Stockings amb Fred Astaire i Cyd Charisse la qual, serà la seva última gran obra.
Els intents de continuar la seva carrera es van truncar aviat, ja que tant en el rodatge de Porgy and Bess (pel·lícula) ("Porgy and Bess") (1959) com en el de Cleòpatra ("Cleòpatra") (1963) va ser acomiadat acabant el treball Otto Preminger i Joseph L. Mankiewicz respectivament.

## Últims anys
Retirat ja de la vida cinematogràfica es dedicà a la direcció teatral fins a la seva retirada a principis dels 70. Va morir el 1987 de mort natural a Woodland Hills (Califòrnia) a l'edat de 90 anys. Va aconseguir una estrella al Passeig de la Fama de Hollywood en el 1709 de Vine Street.

## Filmografia
| Year | Title                       | Production Co.     | Cast                                            | Notes                                                                     |
| ---- | --------------------------- | ------------------ | ----------------------------------------------- | ------------------------------------------------------------------------- |
| 1929 | Applause                    | Paramount          | Helen Morgan                                    |                                                                           |
| 1931 | City Streets                | Paramount          | Gary Cooper / Sylvia Sidney                     |                                                                           |
| 1931 | Doctor Jekyll i el Sr. Hyde | Paramount          | Fredric March / Miriam Hopkins                  |                                                                           |
| 1932 | Love Me Tonight             | Paramount          | Maurice Chevalier / Jeanette MacDonald          |                                                                           |
| 1933 | Queen Christina             | MGM                | Greta Garbo / John Gilbert                      |                                                                           |
| 1933 | The Song of Songs           | Paramount          | Marlene Dietrich / Brian Aherne                 |                                                                           |
| 1934 | We Live Again               | Samuel Goldwyn Co. | Fredric March / Anna Sten                       |                                                                           |
| 1935 | Becky Sharp                 | Pioneer Pictures   | Miriam Hopkins                                  | Primera de les tres tires Technicolor                                     |
| 1936 | The Gay Desperado           | Pickford-Lasky     | Nino Martini / Ida Lupino / Leo Carrillo        |                                                                           |
| 1937 | High, Wide, and Handsome    | Paramount          | Irene Dunne / Randolph Scott / Charles Bickford |                                                                           |
| 1939 | Golden Boy                  | Columbia           | Barbara Stanwyck / William Holden               |                                                                           |
| 1940 | The Mark of Zorro           | 20th Century Fox   | Tyrone Power / Linda Darnell                    |                                                                           |
| 1941 | Blood and Sand              | 20th Century Fox   | Tyrone Power / Linda Darnell / Rita Hayworth    | Technicolor                                                               |
| 1942 | Rings on Her Fingers        | 20th Century Fox   | Gene Tierney / Henry Fonda                      |                                                                           |
| 1944 | Laura                       | 20th Century Fox   | Gene Tierney / Clifton Webb / Dana Andrews      | Restituït, preses no utilitzades                                          |
| 1948 | Summer Holiday              | MGM                | Mickey Rooney                                   | Technicolor                                                               |
| 1952 | The Wild Heart              | David O. Selznick  | Jennifer Jones                                  | Shot extra scenes for US version of Gone to Earth (GB 1950) / Technicolor |
| 1957 | Silk Stockings              | MGM                | Fred Astaire / Cyd Charisse                     | Metrocolor                                                                |
| 1959 | Porgy & Bess                | Samuel Goldwyn Co. | Sidney Poitier / Dorothy Dandridge              | Fired, one scene used / Technicolor                                       |
| 1963 | Cleopatra                   | 20th Century Fox   | Elizabeth Taylor                                | Restituït, preses no utilitzades / pel·lícula de color                    |